# زبان کلاسیک
زبان کلاسیک یک زبان طبیعی است که با ادبیات کلاسیک همراه باشد. جرج هارت زبان‌شناس دانشگاه برکلی کالیفرنیا می‌نویسد: «زبان کلاسیک باید باستانی باشد. باید سنتی مستقل باشد و به اتکای خود رشد کرده باشد، نه این‌که شعبه‌ای از یک سنت دیگر به حساب آید. این زبان باید متکی بر بدنه‌ای عظیم و بسیار غنی از ادبیات کهن باشد.»
بنابراین زبان‌های کلاسیک یا جزو زبان‌های مرده به حساب می‌آیند یا درجهٔ بالایی از حالت دوزبانی را نشان می‌دهند زیرا گونه‌های گفتاری این زبان در طول سده‌های متوالی از زبان نوشتاری کلاسیک دورتر و دورتر شده‌اند.

## استفاده عمومی
در ادامه زبان‌هایی می‌آید که به‌طور کلی در دوره‌ای از زمان کلاسیک حساب می‌شده‌اند که عصر طلایی ادبیات آن زبان حساب می‌شده است.

### باستان
- سومری کلاسیک (زبان ادبی سومر سده ۲۶ تا ۲۳ پیش از میلاد)
- مصری میانه (زبان ادبی مصر باستان از سده ۲۰ پیش از میلاد تا سده ۴ میلادی)
- بابلی قدیم (زبان اکدی از سده ۲۰ تا ۱۶ پیش از میلاد و برای آثار ادبی پس از آن نیز استفاده شد)
- عبری کلاسیک (زبان تنخ، به ویژه از کتاب‌های نبوی قرن ۷ و ۶ سال پیش از میلاد)
- پارسی قدیم (زبان درباری امپراتوری هخامنشی سده ششم تا چهارم پیش از میلاد)
- چینی کلاسیک (بر پایه زبان ادبی از سلسله ژو از سده .۵ قرن پیش از میلاد)
- یونانی کلاسیک (گویش آتنی از قرن ۵ پیش از میلاد)
- سانسکریت کلاسیک (شرح داده توسط فرهنگ پانینی ولی از قرن ۴ پیش از میلاد استفاده شده)
- پالی کلاسیک (قانون بودایی از قرن ۲ تا ۳ پیش از میلاد از این زبان استفاده می‌کرده است)
- تامیل کلاسیک (ادبیات سنگم دو سده پیش میلاد تا دو سده پس میلاد معرفی شده توسط تولکاپیام)
- لاتین کلاسیک (زبان ادبی سده یک پیش از میلاد)
- مندایی کلاسیک (ادبیات آرامی مندایی قرن یکم پیش از میلاد)
- سریانی کلاسیک (ادبیات آرامی کلیسای سریانی سده سوم تا پنجم میلادی)
- پارسی میانه (زبان درباری امپراتوری ساسانی سده سوم تا هفتم میلادی)
- ارمنی کلاسیک (کهنترین گونه از زبان ارمنی از سده پنجم و زبان ادبی تا سده هجدهم میلادی)

### سده‌های میانی
- عربی کلاسیک (زبان پایه قرآن از سده هفتم میلادی)
- تبتی کلاسیک (زبان مذهبی و ادبی تبت از سده هشتم تا کنون)
- کانار کلاسیک (کهنترین اثر ادبی به دست آمده کاویراجامارگا است در سال ۸۵۰ پس میلاد)
- جاوه‌ای قدیم (از سده نهم تا کنون)
- انگلیسی قدیم
- بلغاری قدیمی (زبان نخستین امپراتوری بلغار در دوران طلایی خود در سده‌های نهم و دهم میلادی)
- گرجی کلاسیک (زبان دوران طلایی گرجستان سده‌های نهم تا دوازدهم میلادی)
- اسلاوی شرقی قدیم
- خمر قدیمی (زبان امپراتوری خمرها از سده نهم تا چهاردهم میلادی)
- پارسی نو (زبان ادبیات کلاسیک پارسی سده نهم تا هفدهم میلادی)
- ژاپنی کلاسیک (زبان ادبیات دوره هئیان سده دهم تا دوازدهم میلادی)
- تلگو کلاسیک
- مالایی کلاسیک
- بلغاری میانه
- ایسلندی کلاسیک
- گالیک کلاسیک
- کاتالان کلاسیک
- انگلیسی میانه

### آمریکا پیش از استعمار
- مایای کلاسیک
- کوچوآ کلاسیک
- ناهوتال کلاسیک
- کیچه کلاسیک
- کلاسیک توپی

### آغاز دوران نوین
- ایتالیایی رنسانس
- اواخر پرتقالی کهن
- اوایل اسپانیایی نوین
- لهستانی میانه
- اوایل انگلیسی نوین
- ترکی عثمانی کلاسیک
- اوایل فرانسوی نوین
- اوایل هلندی نوین